# 新竹隘勇線
新竹隘勇線啟於1899年。是台灣日治時期台灣總督府專門圍堵台灣新竹山區一帶原住民之防衛線制度。

## 簡介
隘勇的防衛制度是台灣日治初期，日本政府沿著臺灣殖民地的邊境修築的邊防系統，將台灣原住民政權所轄的山地區域與其附近山腰或平地等由日本政府控制的地區，做一明顯的界線切割。而利用鐵絲，木牆，哨站所延伸或拓展的防衛線就叫做隘勇線。
新竹隘勇線再細分下，共有三條支線，分別為：
- 咸菜棚十寮－十股－赤柯坪－南河－中城－馬福社，該隘勇線配置30名隘勇，目的為保護山地附近村落。
- 馬福社南方－內灣－上坪－南庄－大東河，該隘勇線配置120名隘勇，目的為保護山地附近村落。
- 內山柏色窩－中和亭－風尾－鱸鰻窟－大湳－八卦力－小東勢－獅里興。該隘勇線配置80名隘勇，目的為能夠讓台灣總督府所屬專賣局順利砍伐樟樹與製造樟腦。